# Hassoumi Massaoudou
Hassoumi Massaoudou (ur. 22 października 1957 w Birni N'Gaouré) – nigerski polityk i geolog, kilkukrotny minister.

## Życiorys
Massaoudou urodził się w 1957 roku w Birni N'Gaouré. Między 1990 a 1993 rokiem został członkiem utworzonej przez Mahamadou Issoufou Nigeryjskiej Partii na rzecz Demokracji i Socjalizmu. W jego rządzie w latach 1993-1994 Hassoumi Massaoudou został ministrem komunikacji, kultury, młodzieży i sportu. Po zamachu stanu w Nigrze w 1996 roku dokonanym przez Ibrahima Baré Maïnassarę był on aresztowany oraz rzekomo torturowany.
W wyborach powszechnych w Nigrze w 1999 roku Massaoudou wszedł do Zgromadzenia Narodowego Nigru, w którym był bez przerwy do 2023 roku. Gdy Issoufou odzyskał władzę w 2011 roku Massaoudou został jednym z najważniejszych polityków Nigru. W latach 2013–2016 był on ministrem spraw wewnętrznych, bezpieczeństwa publicznego, decentralizacji oraz spraw religijnych i obyczajowych. Później został na krótko ministrem obrony narodowej, by w październiku 2016 roku zostać ministrem finansów, którym był aż do końca rządów Issoufou w 2021. Za czasów prezydenta Mohameda Bazouma był on z kolei od 2021 roku ministrem spraw zagranicznych, którym był do zamachu stanu w Nigrze w 2023.
Po obaleniu Bazouma ogłosił się 27 lipca 2023 roku pełniącym obowiązki prezydenta Nigru, jednak faktyczną władzę przejął Abdourahamane Tchiani. Podczas zamachu stanu poprosił Francję o interwencję w obronie obalonego rządu.